# Chharra Rafatpur
Chharra Rafatpur là một thị xã và là một nagar panchayat của quận Aligarh thuộc bang Uttar Pradesh, Ấn Độ.

## Nhân khẩu
Theo điều tra dân số năm 2001 của Ấn Độ, Chharra Rafatpur có dân số 20.826 người. Phái nam chiếm 53% tổng số dân và phái nữ chiếm 47%. Chharra Rafatpur có tỷ lệ 52% biết đọc biết viết, thấp hơn tỷ lệ trung bình toàn quốc là 59,5%: tỷ lệ cho phái nam là 60%, và tỷ lệ cho phái nữ là 43%. Tại Chharra Rafatpur, 17% dân số nhỏ hơn 6 tuổi.